# Завод (Кадуйский район)
Завод — деревня в Кадуйском районе Вологодской области.
Входит в состав Никольского сельского поселения, с точки зрения административно-территориального деления — в Никольский сельсовет.
Расположена на правом берегу реки Шулма. Расстояние по автодороге до районного центра Кадуя — 25 км, до центра муниципального образования села Никольское — 1 км. Ближайшие населённые пункты — Анненская, Будиморово, Вахонькино, Лукьяново, Никольское, Никоновская, Новое, Пречистое, Слобода, Стан, Туровино, Фадеево.
По переписи 2002 года население — 63 человека (30 мужчин, 33 женщины). Преобладающая национальность — русские (98 %).